# Telefonauskunft

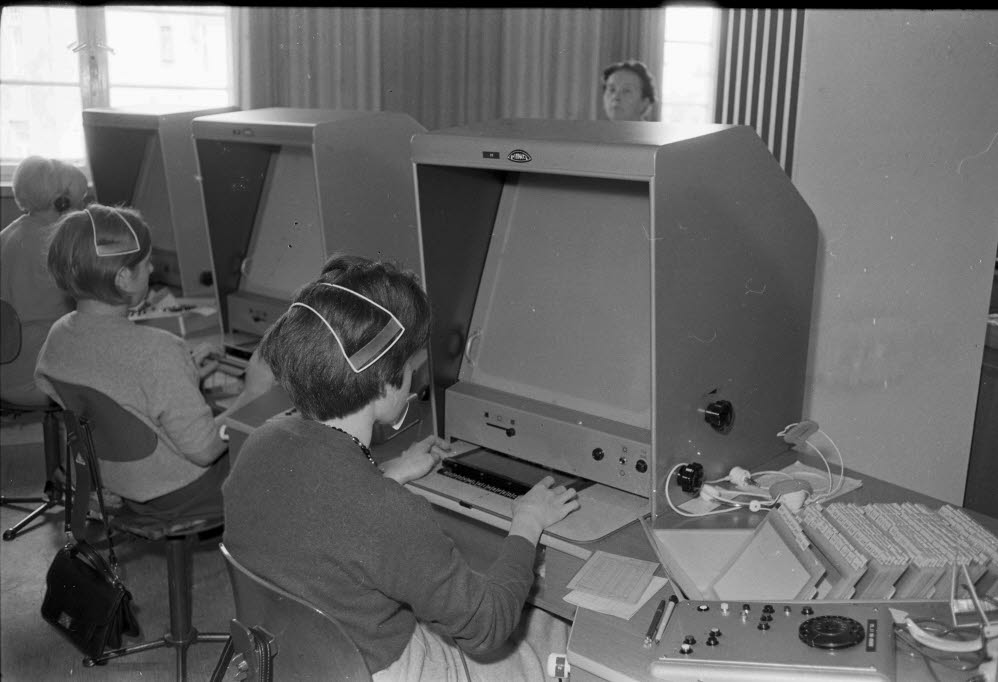
Telefonauskunft mit Hilfe von Mikrofilmgeräten (1966)

Eine Telefonauskunft dient dazu, telefonisch Telefonnummern, Faxnummern oder IP-Telefonie-Nummern von verzeichneten Teilnehmern zu erfragen. Mehrwertdienste bieten darüber hinaus auch Auskünfte zu Adressen, Fachgeschäften, Restaurants etc. sowie die Möglichkeit, sich mit der gewünschten Rufnummer verbinden zu lassen. Die Inverssuche war in Deutschland zeitweise verboten, ist aber seit 2004 wieder zulässig. Darüber hinaus haben die meisten Auskunftsdienste die Möglichkeit, bei Anrufen aus dem Mobilfunk die gewünschte Rufnummer per SMS zu versenden.

## Deutschland
Zur Zeit der Deutschen Bundespost gab es nur zwei derartige öffentlichen Dienste: die Inlandsauskunft und die Auslandsauskunft. Die Inlandsauskunft war über die Telefonnummer 118 (später 01188), die Auslandsauskunft über die Nummer 00118 erreichbar. Mit der Privatisierung ließ die Bundesnetzagentur für Elektrizität, Gas, Telekommunikation, Post und Eisenbahnen (BNetzA) auch andere Anbieter zu, solche Dienste anzubieten. Den Auskunftsdiensten wurde der Nummernraum 118XX zugewiesen. Als Reserve bei vollständiger Ausschöpfung der fünfstelligen Rufnummern reservierte die Bundesnetzagentur den Nummernraum 1180XX.
Im November 2013 waren bei der Regulierungsbehörde 48 Anbieter für Inlands- und sechs für Auslandsauskünfte registriert. Bekannteste und älteste aus den ehemaligen Staatsbetrieben und dem sogenannten „Fräulein/Frollein vom Amt“ hervorgegangene Auskunft war die 11833 der Deutschen Telekom.
Auf Grund der seit ca. Ende 2005 herrschenden Ressourcenknappheit fanden Konsultationen der Bundesnetzagentur mit Marktteilnehmern statt. Ein besonderes Problem, das zu dieser Knappheit geführt hat, ist, dass zahlreiche Anbieter ihre durch die Bundesnetzagentur zugeteilten Rufnummern für Auskunftsdienste als einprägsamen Zugang zu telefonischen Mehrwertdiensten einsetzen. Die angebotenen Mehrwertdienste sind dabei insbesondere im Bereich der Erwachsenenunterhaltung angesiedelt, ein wesentlich kleinerer Anteil sind sonstige Informationsdienste. Anstelle einer langen Rufnummer wird dabei die Kurzwahl eines bestimmten Auskunftsdienstes genannt und der Anrufer aufgefordert, nach einem bestimmten Stichwort zu fragen. Die Weitervermittlungsquoten schwanken je nach Auskunftsdienst zwischen 0 % und 98 %. Manche Anbieter bieten grundsätzlich keine Weitervermittlung an. Die Ressourcen 118XX und 1180XX sind Kurzwahlnummern gemäß der Definition der Bundesnetzagentur.
Auskunftsrufnummern werden von der Bundesnetzagentur auf Antrag zugeteilt, der Nutzungszweck für die jeweilige Rufnummer ist der Bundesnetzagentur anzuzeigen. Teilweise werden Auskunftsdienste vollautomatisch oder halbautomatisch (beispielsweise mit Operator-Callback im Fall von Problemen) erbracht. Einige Anbieter haben fremdsprachliche Auskunftsdienste eingeführt. Darüber hinaus sind mehrere Auskunftsdienste auch vom Mobiltelefon aus per WAP oder SMS erreichbar. Der WAP-Dienst ist in der Regel ein vollautomatischer Datendienst, während Auskunftsanfragen per SMS teilweise durch Agenten erbracht werden.
Bei dem deutschen Auskunftsmarkt handelte es sich um ein Duopol, bei dem die Deutsche Telekom über 50 % und die telegate ein Drittel des Marktanteils besaßen. Durch hohe Werbeausgaben gelang es diesen Anbietern, den Markt gegenüber Neueinsteigern abzuschotten. Zudem besteht für die Betreiber seitens der Bundesnetzagentur keine Verbindungspflicht zu bestimmten Rufnummern. Dies führte dazu, dass seit 2010 die Auskunft der Telekom für Nutzer der O2-DSL-Anschlüsse nicht mehr erreichbar war, während zuvor bereits E-Plus bestimmte Auskunfts- und weitere Sprachdienste in seinen Netzen sperrte.
Durch hohe Margen ist der Markt zumindest für die telegate hochprofitabel. Durch hohe Auskunftskosten und die kostenlose Internetauskunft hat der Auskunftsmarkt aber ein relativ schlechtes Konsumentenimage. Dies führte zu enormen Rückgängen im Auskunftsvolumen: Seit der Marktliberalisierung Ende der 90er Jahre halbierte es sich auf etwa 250 Millionen Anrufe pro Jahr.
Mit dem 24. März 2009 wurde die zentrale Rufnummer 115 für Behördenauskünfte eingeführt, die zunächst von einigen Städten und Landkreisen betrieben wird.
Am 1. Dezember 2024 stellte die Deutsche Telekom ihre telefonische Auskunft ein. Zuletzt hatte sie „deutlich unter zwei Millionen“ Anrufe pro Jahr verzeichnet, was einen Rückgang von 99 % gegenüber 550 Millionen Anfragen im Jahr 1995 bedeutet. Allerdings stieg auch der Preis von ursprünglich 20 Pfennig pro Anruf auf zuletzt 1,99 € pro Minute.

## Schweiz
In der Schweiz wurde die Telefonauskunft per 1. Januar 2007 liberalisiert, um die Rahmenbedingungen zur Förderung des Wettbewerbs und um Preistransparenz zu schaffen. Die ehemaligen Auskunftsnummern 111 und 115x (internationale Auskünfte) wurden am 31. Dezember 2006 definitiv eingestellt. Die nationalen und internationalen Auskunftsdienste sind seit der Deregulierung ausschließlich über 18xy-Kurznummern erreichbar. Die Nummern werden vom BAKOM (Bundesamt für Kommunikation) vergeben.
Am 1. Januar 2007 waren 18 Auskunftsdienste beim BAKOM registriert, Anfang 2009 waren es 16. Führend im Markt sind zwei Anbieter: die 1818 Auskunft AG und der Telefonauskunftsdienst der Swisscom 1811. Hinzu kam im Oktober 2015 die 1820 Auskunft der AP Dialog GmbH.
Nach Vorgaben des BAKOM müssen alle Anbieter die gleichen grundlegenden Dienste zur Verfügung stellen: Sie müssen Auskunft erteilen über die Einträge der Kunden aller Betreiber, die in allen vier Landesteilen der Schweiz Grundversorgungsdienste anbieten (nationale Verzeichnisse). Das Anbieten von internationalen Verzeichnisauskünften ist freiwillig. Die Auskunftsdienste sind um eine Ausweitung der Dienstleistungen, die über 18xy-Kurznummern angeboten werden können, interessiert. Bereits angebotene weitere Zusatzdienste sind die Verbindungsherstellung oder die Offline-Übertragung von Verzeichnisinformationen (zum Beispiel per SMS oder MMS).
Die 1818 Auskunft AG ist Betreiber der Nummer 1818. Die Nummer erhebt den Anspruch auf die Nachfolge der 111 im liberalisierten Markt und bietet nationale und internationale Auskünfte an. Die 1818 Auskunft AG ist ein Tochterunternehmen der britischen The Number Inc., einer in mehreren europäischen Ländern unabhängigen Anbieterin von Auskunftsdiensten.
Nachdem die 1818 Auskunft AG im Mai 2015 die Schließung ihres Callcenters und die Auslagerung des Dienstes von Nidau nach Wien und Marrakesch verkündete, startete im Oktober 2015 die Firma AP Dialog GmbH mit von 1818 gekündigten Mitarbeitern den neuen Service 1820 Auskunft. 1820 bietet einen günstigeren Tarif als 1818 an und garantiert, dass alle Anrufe in der Schweiz beantwortet werden.

## Österreich
In Österreich wurde der Markt für telefonische Auskunftsdienste im Jahr 2000 liberalisiert. Auch die Nummern des bisherigen Monopolisten Telekom (1611 für Inland, 1612 für Deutschland, 1613 für alle anderen Länder) wurden neu vergeben und durch 6-stellige Telefonnummern, beginnend mit 118XXX, ersetzt. Während die Telekom ihre neue Nummer 118200 praktisch nicht kommunizierte, konnte der private Callcenteranbieter CLC die Liberalisierung mit seiner Nummer 118899 und einer einhergehenden umfangreichen Werbekampagne optimal ausnutzen. In der Werbung präsentierte das Linzer Unternehmen mit dem zu der Zeit bekannten Schauspieler Wolfgang Böck dabei stets die „neue Nummer der Auskunft.“ Die Tatsache, dass es sich hierbei nicht um die Telekom, sondern um einen neuen, privaten Anbieter handelt, wurde wohlweislich verschwiegen. Die groß angelegte Werbekampagne und die im Gegensatz zu 118200 vergleichsweise leicht zu merkende Telefonnummer (11+88=99) bescherten dem Callcenterbetreiber enorme Zuwächse. Der Umstand, dass CLC mit 118899 in nur sechs Wochen 20 % Marktanteil erreichen konnte, führte letztlich zu einer Klage der Telekom. Später änderte die Telekom ihre Nummer auf die Nummer 118877.
Nach Insolvenz der CLC und Weiterführung von 118899 als eigenständige Gesellschaft agiert das Unternehmen weniger aggressiv und weniger erfolgreich. Daneben ist in Österreich ein anderer Anbieter unter 118811 erreichbar. Eine automatische, kostenlose Ansage informiert den Anrufer eines Auskunftsdienstes über den aktuellen Tarif (derzeit, November 2010, etwa 1,80 Euro). Erst ab Melden eines Callcentermitarbeiters werden Gebühren fällig. Zusätzlich werden SMS-Dienste angeboten.
Das amtliche Telefonbuch gibt es im Internet und als Printversion (nach Bundesländern). Bis zum Jahre 2011 galt die 11833 im deutschsprachigen Raum als die meistgewählte Telefonnummer mit einem Umsatz von ca. 160 Millionen Euro in Deutschland und ca. 12 Millionen Euro in Österreich. Die Nummer wurde in Österreich durch die Rundfunk und Telekom Regulierungs-GmbH an die Andy and Andy LLC zugeteilt.

## USA und Kanada
In Nordamerika wird die Telefonauskunft über die kostenpflichtige  Nummer 411 erreicht. Für die Fernauskunft bzw. die nicht-lokale Telefonauskunft kann die Nummer 411-(Ortsvorwahl)-555-1212 gewählt werden. Allerdings gibt die Festnetzauskunft 411 auch Informationen über nationale Listeneinträge.
Unternehmen mit Freephone-Nummern (800-Nummern) werden von AT&T kostenlos herausgegeben. Die Unternehmen mit solchen Nummern übernehmen die Gebühren für jede ausgegebene Auskunft. Diese Regelung ist in den USA gesetzlich vorgeschrieben, wobei die Telefongesellschaft bereits erfolglos versucht hatte, den Service abzuschaffen.
Eine Reihe privater Anbieter stellen mittlerweile kostenlose Telefonauskünfte zur Verfügung, wobei die Finanzierung oftmals durch Werbeeinblendungen vor der gewünschten Information erfolgt.

## Großbritannien
In Großbritannien wird die Telefonauskunft („Directory Enquiries“) seit einer Liberalisierung des Marktes über eine Reihe von privat geführten, sechsstelligen Telefonnummern erreicht, die alle mit der Ziffernfolge 118 beginnen. Vor der Liberalisierung am 24. August 2003 war der Auskunftsdienst von den jeweiligen Netzbetreibern unter der Nummer 192 für inländische Anfragen bzw. 153 für ausländische Anfragen angeboten. Die Aufsicht über die verschiedenen Anbieter unterliegt der staatlich-unabhängigen Telekommunikationsbehörde Ofcom.
Die derzeitigen Anbieter beziehen ihre Informationen aus dem „Operator Services Information System“ (OSIS), das von BT betrieben wird. Die Datenbank wird von Telekommunikationsunternehmen mit Daten versorgt und steht an 6 Tagen in der Woche für Anfragen zur Verfügung.

## China
Auf dem chinesischen Festland kann die Nummer 114 nach der Regionsvorwahl gewählt werden, um Auskünfte über Telefonnummern in derselben Region zu erhalten.

## Äthiopien
In Äthiopien wird die Telefonauskunft über die Nummer 8123 erreicht, wobei derselbe Service auch über die Website des staatlichen Telekommunikationsunternehmens genutzt werden kann.